# Alicia Ortega
Alicia Ortega de Hasbún (Dallas, Texas; 2 de marzo de 1966) es una periodista dominicana. Ortega reside y trabaja en la República Dominicana.

## Biografía
De padre cubano y madre colombiana, nacida en Dallas (Texas), ha pasado gran tiempo en los Estados Unidos trabajando en diferentes cadenas noticiosas tan importantes con NBC, Univisión, y en la actualidad establecida en República Dominicana.
Está casada con el empresario televisivo dominicano de origen palestino Fernando Hasbún con quien tiene dos hijas: Dominique y Jessica que es hija del primer matrimonio de Hasbún.

## Carrera profesional
Es directora general y vicepresidente ejecutiva del Grupo SIN, periodista de investigación y presentadora de El Informe y Noticias SIN edición estelar.
Es graduada de la Universidad de la Florida con una Licenciatura en Telecomunicaciones, Especialidad en Noticias, Subespecialidad en Política internacional.
Durante 4 años trabajó en CDN como periodista de investigación. Produciendo El Informe y participando de las grandes coberturas noticiosas del país.

## En EE.UU.
En NBC, en Miami, fue presentadora del noticiero matutino de 5 a 7 durante 6 años. También se especializaba en reportajes de investigación, dos de los cuales fueron premiados con Emmys, el máximo galardón de la televisión Norteamericana.
En Univisión, Canal 23, también en Miami, fue reportera especializada en "Breaking News" o noticias de último minuto, muchas con impacto internacional en países como Cuba, República Dominicana, Haití, Panamá, Perú y Bahamas.

## Premios
- 2011 Caonabo de Oro
- Premio de la Secretaría de Estado de la Juventud
- 6 Emmys
  - 1993 LOS PANDILLEROS: RECLUTAS DEL CRIMEN
  - 1994 FRAUDE AL MEDICARE: Primer reportaje sobre los fraudes del MEDICARE en la Florida.
  - 1994 SOS SOCORRO: OBJETIVO SOCIEDAD
  - 1997 DISCRIMINACIÓN RACIAL: Este reportaje fue propulsor del cambio de ley sobre el racismo que a su vez fue reconocida por el congreso estatal.
  - 1998 JUAN BOSCH 89 AÑOS DE ENTREGA
  - 2001 HORRORES FUNERALES
- 2005, Fundación Nuevo Periodismo Iberoamericano, dirigida por Gabriel García Márquez, premió en México, "Navegando con la Muerte: Viaje sin Regreso", un especial sobre los viajes ilegales.
- 6 Premios Soberano:
  - 1999 en el renglón Especial de Televisión del Año, 89 Años de Entrega.
  - 2002 en el renglón Especial de Televisión del Año, por su trabajo "Pandilleros Reclutas del Crimen". En 2004, en el renglón de Programa de Investigación.
  - 2005 en el renglón Especial de Televisión del año, Navegando con la Muerte, sobre la travesía que viven los dominicanos al tratar de cruzar en frágiles embarcaciones el Canal de la Mona para ir a Puerto Rico en busca del sueño Americano.
  - 2013 en el renglón de Programa de Investigación "El Informe con Alicia Ortega".
  - 2023 en el renglón de “Gran Soberano”.

## Reconocimientos
- Miembro del Consorcio Internacional de Periodistas de Investigación (ICIJ).
- Miembro de la academia internacional de Televisión
- Miembro de la directiva de la Alianza Latinoamericana.
- Reconocimiento por su integridad y la lucha contra la corrupción, Participación Ciudadana
- Colegio Dominicano de Periodistas de Bonao
- Fundación Cruz Jiminián
- Dirección de Desarrollo de la Comunidad por el aporte al desarrollo comunitario
- Círculo de Locutores Dominicanos
- UASD: “Por sus méritos como comunicadora independiente al servicio de la verdad y de los más sanos intereses del pueblo dominicano”.
- Instituto de Formación, Gerencia y Liderazgo
- Visitante ilustre de Ocoa
- Pino serrano Awards
- Catholic Hospice
- Garland Powell Awards
- Santiago de los Caballeros por su labor de denuncias de corrupción
- FUNDESOFAS
- Patronato Comunitario Santo Domingo Oeste
- CIPESA ( Círculo de periodistas de salud)
- Boca Chica por su labor de denuncias de corrupción
- Dajabón por su labor de denuncias de corrupción
- Colegio Tecnológico Profeta Moisés
- Adventistas del 7.º día.
- Secretaría de Estado de la Juventud
- Hija adoptiva de Haina
- Participación Ciudadana
- San Francisco de Macorís por su labor de denuncias de corrupción
- Barahona por su labor de denuncias de corrupción
- Santo Domingo Norte por su labor de denuncias de corrupción
- Federación de Estudiantes Dominicanos
- Comisión de Derechos Humanos
- Ateneo Dominicano
- Diabetes Resfarch institute
- Organización Mujeres en Acción
- Consulado de la República Dominicana en Florida
- Víctor Motors
- Sosúa por su labor de denuncias de corrupción
- Cabrera por su labor de denuncias de corrupción
- Macorisanos TV.

## Eventos
- 2014- I Encuentro “Democracia y Ciudadanía” con líderes latinoamericanos e hispanos donde se presentaron formalmente GOBERNA Las Américas -Miami, una escuela de Alta Política y Buen Gobierno. Ortega fue la moderadora del debate “Desarrollo Económico y Modelos de Crecimiento: Alianzas Público Privadas”, en la que participaron el expresidente de Guatemala Marcco Vinicio Cerezo, José Antonio Villamil, exsubsecretario de Comercio de EE. UU., y Germán Ríos, director de Políticas Públicas y Competitividad en la Corporación Andina de Fomento, entre otros.

- 2014- European News Exchange - Moderadora del panel “Retos y Oportunidades de la Era Digital”. Participaron Simon Bucks, editor asociado en línea de SKY News UK, George Brock, professor the City University en Londres y Angelos Frangopolous, CEO y Editor en Jefe de SKY News Australia.

- 2012- Panel “50 años, 5 décadas, una industria” - Moderadora del panel con motivo del 50 aniversario de la Asociación de Industrias de la República Dominicana (AIRD). Los panelistas fueron los empresarios Roberto Bonetti, Franklin Báez Brugal, Elena Villeya de Paliza, Manuel Estrella y Franklin León -

- 2011- Agora, Dominicana - Formó parte del equipo que organizó este foro donde 100 protagonistas del ámbito económico, político, social y cultural de República Dominicana, se reunieron y reflexionaron, debatieron y propusieron vías para fomentar la cohesión social como herramienta clave de fortalecimiento de la democracia y el Estado de Derecho.

- 2010- Ágora, América Latina: 100 voces diferentes, un compromiso común - Formó parte de este foro celebrado en Madrid, España donde 100 líderes latinoamericanos reflexionaron y debatieron sobre la lucha contra la desigualdad social y la democracia como herramienta para luchar contra ella.

- 2002- Debates Electorales - Moderadora de los Debates Electorales auspiciados por la Asociación Nacional de Jóvenes Empresarios.

- 2006- Debates Electorales - Moderadora de los Debates Electorales auspiciados por la Asociación Nacional de Jóvenes Empresarios.

- 2004- Moderadora de conversatorios con los candidatos presidenciales en la Pontificia Universidad Católica Madre y Maestra

- 1998- Race & Ethnicity Debate - NBC 6 - Moderadora de un debate televisado en vivo sobre Raza y Grupos Étnicos en Miami, Florida, donde conviven hispanos, norteamericanos y negros en esta ciudad multicultural.

- 1996–98- Jerry Lewis Telethon - Presentadora en el Telemaratón anual a beneficio de los pacientes con Distrofia Muscular en Estados Unidos.

- 1990-95- Telemaratón Liga Contra el Cáncer Miami - Presentadora en el Telemaratón anual a beneficio de los pacientes con Distrofia Muscular en Miami, Florida